# Шрі-Ланка на літніх Олімпійських іграх 1988
Шрі-Ланку на літніх Олімпійських іграх 1988 року в Сеулі (Південна Корея) представляли 6 спортсменів (4 чоловіка та 2 жінки), які брали участь у 3 видах спортивних змагань: з легкої атлетики, плавання та стрільби. Атлети Шрі-Ланки не завоювали жодної медалі.

## Легка атлетика
Трекові та шосейні дисципліни
| Спортсмен               | Дисципліна               | Гіт              | Гіт   | Чвертьфінал | Чвертьфінал | Півфінал   | Півфінал   | Фінал      | Фінал      |
| Спортсмен               | Дисципліна               | Результат        | Місце | Результат   | Місце       | Результат  | Місце      | Результат  | Місце      |
| ----------------------- | ------------------------ | ---------------- | ----- | ----------- | ----------- | ---------- | ---------- | ---------- | ---------- |
| Вітанаканде Самарасінгх | марафон, чоловіки        | Н/Д              | Н/Д   | Н/Д         | Н/Д         | Н/Д        | Н/Д        | 2:31:29    | 65         |
| Тілака Джінадаса        | 100 м з бар'єрами, жінки | дискваліфікована | —     | не пройшла  | не пройшла  | не пройшла | не пройшла | не пройшла | не пройшла |

## Плавання
| Спортсмен       | Дисципліна                            | Гіт     | Гіт   | Фінал      | Фінал      |
| Спортсмен       | Дисципліна                            | Час     | Місце | Час        | Місце      |
| --------------- | ------------------------------------- | ------- | ----- | ---------- | ---------- |
| Джулінг Боллінг | 400 м вільним стилем, чоловіки        | 4:18.88 | 46    | не пройшов | не пройшов |
| Джулінг Боллінг | 400 м комплексним плаванням, чоловіки | 4:53.61 | 32    | не пройшов | не пройшов |
| Діпіка Чанмугам | 100 м брасом, жінки                   | 1:20.18 | 38    | не пройшла | не пройшла |
| Діпіка Чанмугам | 200 м брасом, жінки                   | 2:51.60 | 42    | не пройшла | не пройшла |
| Діпіка Чанмугам | 200 м комплексним плаванням, жінки    | 2:33.58 | 31    | не пройшла | не пройшла |

## Стрільба
| Спортсмен      | Дисципліна                            | Кваліфікація | Кваліфікація | Фінал      | Фінал      |
| Спортсмен      | Дисципліна                            | Бали         | Місце        | Бали       | Місце      |
| -------------- | ------------------------------------- | ------------ | ------------ | ---------- | ---------- |
| Зал Чітті      | пневматична гвинтівка, 10 м, чоловіки | 563          | 46           | не пройшов | не пройшов |
| Дая Раджасінгх | гвинтівка лежачи, 10 м, чоловіки      | 587          | 49           | не пройшов | не пройшов |